# Liudmila Petruchévskaia
Liudmila Petruchévskaia (russo: Людмила Стефановна Петрушевская; Moscou, 26 de maio de 1938) é uma escritora russa. Ela começou sua carreira escrevendo e encenando peças teatrais, que eram frequentemente censuradas pelo governo soviético e, após a Perestroika, publicou uma série de obras de prosa muito respeitadas.
Ela é mais conhecida por suas peças de teatro e romances, incluindo The Time: Night e o livro de contos Era uma vez uma mulher que tentou matar o bebê da vizinha. Em 2017, ela publicou um livro de memórias, The Girl from the Metropol Hotel. Ela é considerada uma das principais figuras literárias vivas da Rússia, e graças à sua prosa direta e seca se tornou para muitos uma herdeira de Edgar Allan Poe e Nikolai Gogol. Seus trabalhos ganharam vários elogios, incluindo o Russian Booker Prize, o Pushkin Prize e o World Fantasy Award. Seus interesses artísticos são diversos, pois além de escrever ficção e peças de teatro, Petruchévskaia trabalha com desenhos animados e canta profissionalmente.

## Biografia
Liudmila Petruchévskaia nasceu em Moscou, na União Soviética, em 26 de maio de 1938, numa família de proeminentes bolcheviques, que viviam no Hotel Metropol Moscou. Ela viveu lá com sua família até 1941, quando seu pai foi declarado inimigo do estado. Ele abandonou Petruchévskaia e sua mãe, e junto com outros parentes foram forçados a fugir para Kuibyshev (conhecida hoje como Samara), onde moravam em um pequeno apartamento comunal, como os que aparecem frequentemente em seus contos. Na infância, a autora foi mandada para um abrigo de crianças, onde recebeu o apelido de "Palito de fósforo de Moscou" devido à sua magreza. Este breve exílio provou ser uma bênção. Havia comida e roupas, tão difíceis de encontrar em outros lugares. Assistidas por um grupo de gentis professoras, as crianças puderam se livrar da pesada carga do medo da guerra. Mas, aos nove anos, sua mãe e seu avô, que haviam se mudado para Moscou, pediram que ela se juntasse a eles, forçando-a a trocar a felicidade do mundo de uma criança despreocupada por um arranjo doméstico claustrofóbico. A família de Petruchévskaia dividia uma sala de doze metros quadrados - um cubículo escavado no antigo apartamento subdividido da família. Seu avô, Nikolai Yakovlev, era um famoso professor de linguística que sabia onze línguas e - demitido de sua posição na universidade, sem sua pensão, isolado de seus alunos e colegas - caminhou em direção à loucura sem a dignidade proporcionada pela solidão.
A idade adulta de Petruchévskaia foi marcada por uma tragédia: seu primeiro marido morreu aos 32 anos após uma doença que o paralisou por seis anos, deixando sua viúva como a única provedora de seu filho, o artista plástico Fyodor Pavlov-Andreevich. Petruchévskaia estudou jornalismo na Universidade Estatal de Moscou e começou a escrever prosa e peças de teatro por volta dos 30 anos de idade. Embora Petruchévskaia quase nunca tenha sido publicada durante a era soviética, seu trabalho tem sido traduzido para vários idiomas desde os anos 80.
Durante a Perestroika, dois jornais de Moscou publicaram listas de pessoas cujos telefones estavam sob vigilância constante, e o nome da autora constava em ambas. Em 1991, ficou sob acusação por seis meses depois de enviar uma carta a Gorbachev criticando suas ações militares na Letônia e na Lituânia. Depois, foi acusada de crime, por insulto ao presidente, sendo sentenciada de dois a cinco anos de prisão.
Em 2018, a escritora veio ao Brasil para participar da 16ª Festa Literária Internacional de Paraty (FLIP), contando um pouco da sua vida, de como se tornou escritora e sobre o processo criativo da escrita.

## Carreira
Petruchévskaia é considerada uma das escritoras contemporâneas mais proeminentes da Rússia e uma das escritores mais aclamadas do Leste europeu, sendo considerada uma das melhores escritores russas vivas. Nas últimas décadas, seu trabalho tornou-se cada vez mais conhecido no Ocidente. Sua escrita combina tendências pós-modernas com idéias psicológicas e paródias de escritores como Anton Tchekhov.
Ela passou a maior parte de seu início de carreira até a Perestroika escrevendo e encenando peças, em vez de romances e contos, já que a censura ao teatro era, na prática, menos rigorosa que a do trabalho escrito. Ela conta ter sido frequentemente monitorada pela KGB e enfrentado resistência dos censores soviéticos. Os experimentos linguísticos e o elemento fantástico presentes em sua obra não se encaixavam nos padrões da literatura soviética, que exigia veracidade e lições de moral, dificultando a publicação de suas obras. Em uma entrevista ao Financial Times, ela se lembra de apresentar um trabalho inicial de prosa ao proeminente jornal literário Novy Mir, que foi considerado perigoso demais para publicar: "Eles disseram que não podiam me proteger. Aqueles foram tempos muito sangrentos ... Se eles tivessem me publicado, eu teria um tipo terrível de fama. Teria sido perigoso. Eu teria acabado na prisão."
Petruchévskaia é amiga há bastante tempo de Yuri Norstein, criador do clássico de animação Hedgehog in the Fog. Em 1979, ela foi co-roteirista do filme de animação Tale of Tales, de Norstein, que foi eleito "Melhor filme de animação de todas as nações e épocas" em uma pesquisa de opinião internacional realizada pela Academy of Cinema Arts em conjunto com a ASIFA-Hollywood em 1984.
Após as reformas governamentais da era Gorbachev, ela começou a publicar romances e contos que anteriormente mantinha para si mesma. Com sua primeira coleção de histórias, Immortal Love, ela "se tornou um nome familiar praticamente da noite para o dia", e passou a publicar na Novy Mir, algo que ela não foi capaz de fazer algumas décadas antes.
Era Uma Vez Uma Mulher que Tentou Matar o Bebê da Vizinha, uma coleção de contos, foi publicada no Brasil pela Companhia das Letras, em 2018. Em 2010, ganhou o World Fantasy Award de Melhor Coleção. Os contos combinam o contexto soviético com uma realidade povoada por assombrações, pesadelos, acontecimentos macabros e personagens sinistras. O resultado são histórias sobrenaturais que retomam a tradição dos contos folclóricos, porém dotadas de um humor contemporâneo e de uma carga política que não precisa se expressar diretamente para existir.

## Temas
Petruchévskaia teve dificuldade em publicar suas histórias durante os anos soviéticos. Embora, sua ficção não seja polêmica; nunca usa as palavras "comunismo" ou "soviético", nem oferece personagens que são vítimas diretas da opressão de qualquer regime, seu trabalho é muito mais perigoso do que isso, pois mostra a solidão abjeta e a escassez presente na vida de suas personagens, habitando os apartamentos apertados e barulhentos de Moscou, revelando os dramas familiares da época. Com sua escrita, Petruchévskaia expõe muito mais sobre as condições da vida na Rússia do que qualquer trabalho abertamente político. Algumas de suas obras abordam devastadoras histórias de mulheres que buscam o amor em bêbados, em estranhos na praia, nos superiores em seu local de trabalho, em seus próprios maridos, envelhecidos e indiferentes. Sem dizer nada sobre rações ou prisão, trabalho forçado ou fome em massa, suas histórias condenam fortemente a sociedade. O que torna o trabalho realmente convincente, no entanto, é que as humilhações e sofrimentos diários de seus personagens, tão evocativos quanto a Rússia imaginada coletivamente, sejam inesperadamente universais.

## Prêmios
- 1991 - Alfred Toepfer Pushkin Prize
- 1992 - Russian Booker Prize - The Time: Night[3]
- 2004 - Russian Booker Prize - Number One or in the Gardens of other Opportunities[4]
- 2010 - World Fantasy Award - Era uma vez uma mulher que tentou matar o bebê da vizinha[5]